# Ulryk II Cylejski
Ulryk II Cylejski (niem. Ulrich von Cillei, węg. Cillei Ulrik, ur. 1406, zm. 9 listopada 1456) – hrabia Celje, ostatni przedstawiciel rodu.
Ulryk II był synem Fryderyka II i jego żony, Elżbiety Frankopanskiej. Niewiele wiadomo o jego młodości, ok. 1432 ożenił się z Katarzyną Branković, córką władcy Serbii, Đurađa Brankovicia.
Jego wpływ na sprawy Królestwa Węgier i Świętego Cesarstwa Rzymskiego wkrótce stał się większy niż ojca, z którym został podniesiony do rangi księcia cesarstwa przez cesarza Zygmunta Luksemburskiego w 1436. Doprowadziło to do waśni z austriackim rodem Habsburgów, który jednak szybko wygaszono. Król niemiecki Albrecht II Habsburg uczynił Ulryka swoim przedstawicielem w Czechach. Po śmierci Alberta w 1439 Ulryk wziął pod opiekę wdowę po nim, Elżbietę Luksemburską. W 1452 przeforsował koronację jej syna, Władysława Pogrobowca, na króla Węgier.
Został zamordowany przez Władysława Hunyadyego w Belgradzie.